# Ofensiva de Daraa (marzo-abril de 2016)
La ofensiva de Daraa (marzo-abril de 2016) fue una operación militar de dos grupos afiliados al Estado Islámico de Irak y el Levante, la Brigada de Mártires del Yarmouk y el Movimiento Muthanna Islámico , contra las fuerzas de oposición sirias en la Gobernación de Daraa .  

## Contexto
El Movimiento Islámico Muthanna fue acusado de secuestros de funcionarios de Daraa y comandantes de la FSA, lo que el Movimiento negó.  Varios de los prisioneros fueron liberados por el ejército de Yarmuk más tarde.  También se alegó que Muthanna había cooperado con el Estado Islámico.
En medio de la Segunda Batalla de Al-Shaykh Maskin, el 23 de enero de 2016, contra las Fuerzas Armadas Sirias , el conflicto estalló entre el Movimiento Muthanna y el Ejército de Yarmouk después de que el Movimiento bloqueó la carretera que conduce a la ciudad.  El ejército sirio pudo capturar la ciudad dos días después. 

## La ofensiva
Los primeros enfrentamientos importantes entre el EIIL y las fuerzas de oposición comenzaron una semana antes de la ofensiva.  
El 21 de marzo de 2016, la Brigada de Mártires de Yarmouk y el Movimiento Muthanna Islámico , ambos afiliados al Estado Islámico de Irak y el Levante , asaltaron las ciudades de Tasil y Adwan después de varias horas de feroces batallas con el Frente al-Nusra , Ahrar. ash-Sham y el mártir Raed al-Masri Brigada del Ejército Sirio Libre .    Al menos dos importantes comandantes militares de al-Nusra murieron durante los enfrentamientos: Abu Salah al-Masalma, comandante general de la gobernación de Daraa ,  y Abu Adham, comandante de Tasil.  Después de sufrir muchas bajas, las fuerzas de oposición finalmente se vieron obligadas a retirarse a Nawa .  Los combatientes del EIIL ejecutaron a varios residentes en las ciudades capturadas y emitieron un llamamiento por los altavoces de las mezquitas locales para que los rebeldes eligieran entre "lealtad, entrega de armas o quedarse en casa".  En respuesta a la toma de posesión del EIIL, muchos residentes de Tasil huyeron al campo.   Posteriormente, la Brigada de Mártires de Yarmuk erigió montículos de tierra alrededor de Tasil para fortalecer la ciudad contra los contraataques rebeldes, y avanzó a lo largo de la carretera principal de Tasil a Nawa.   Las fuerzas del EIIL también comenzaron a asediar a las tropas de ash-Sham del Frente Al-Nusra y Ahrar en las aldeas de Sahem al-Jolan y Heit al-Latin.  Posteriormente, se enviaron grandes refuerzos de oposición al sudoeste de Daara para detener las incursiones del EIIL.   El mismo día, las fuerzas de EIIL detonaron un coche bomba suicida en Kherab Shahen, y atacaron a Tel Jomo con ametralladoras pesadas y morteros.  Sin embargo, mientras la rama principal occidental del Movimiento Muthanna Islámico se alineó con las fuerzas del EIIL, su rama oriental en la ciudad de Daraa se comprometió solo a luchar contra el gobierno.   Sin embargo, miembros de la familia del líder de al-Nusra, Abu Salah al-Masalma, atacaron vehículos de la rama oriental después de enterarse de su muerte.  
Al día siguiente, los combatientes del Movimiento Muthanna Islámico hicieron estallar el puente que une a Jalin , su base principal, y Muzayrib para impedir que los refuerzos de la oposición ataquen su área central.  Las tropas rebeldes también intentaron sin éxito recuperar Adwan.
Para el 23 de marzo, la Brigada de Mártires de Yarmuk, una vez más, rompió las defensas de los rebeldes, y Tafas y Muzayrib fueron impugnados.   Un comandante de la brigada de los mártires de Yarmuk fue asesinado durante estas batallas.  El mismo día, el Frente al-Nusra y otros refuerzos rebeldes islamistas entraron en Zayzoun, Tal Shehab y Sahem al-Golan, y lanzaron un contraataque en Tasil.   Alrededor de 100 combatientes aislados del EIIL,  pertenecientes al grupo escindido al-Nusra "Ansar al-Aqsa",  también se atrincheraron en Inkhil , en la parte norte de la Gobernación de Daraa.   Aunque estos combatientes del EIIL ya habían estado en conflicto con los grupos rebeldes locales durante algún tiempo,  la División Hamza , las Brigadas Mujahideen de Hawran y al-Nusra expulsaron a Ansar al-Aqsa de Inkhil, poco después del comienzo de la ofensiva.  
La Brigada de Mártires de Yarmuk continuó su avance el 24 de marzo, cuando capturó a la mayor parte de Saham al-Jawlan del Frente al-Nusra y Ahrar ash-Sham.  La mayoría de las fuerzas de Ahrar ash-Sham fueron asesinadas o capturadas durante la batalla, y el resto huyó de la ciudad.  Sin embargo, los bolsillos de las tropas rebeldes continuaron su resistencia en la ciudad.  Con Saham al-Jawlan principalmente bajo su control, las fuerzas del EIIL rodearon por completo a un gran número de tropas rebeldes en la cercana ciudad de Hayt.  Mientras tanto, las fuerzas rebeldes lograron repeler los ataques contra Tafas y Muzayrib.  La brigada de mártires de Yarmuk también atacó a Nawa con fuertes ataques de artillería y mató a muchos civiles.  En respuesta a la ofensiva del EIIL, varias unidades del Frente Sur , entre ellas el destacado Ejército Yarmouk , formaron la sala de operaciones de la "Casa de Justicia" para expulsar al EIIL de la gobernación de Daraa.    En la noche del 24 al 25 de marzo, EIIL lanzó un asalto contra Hayt.
Al día siguiente, el Consejo Militar de Jasim declaró que procesaría a cualquier grupo o elemento en la ciudad que pertenezca a la Brigada de Mártires de Yarmouk o al Movimiento Muthanna Islámico en respuesta a la ofensiva del EIIL.  Los sospechosos tuvieron 12 horas para entregarse, mientras que los civiles fueron amenazados con consecuencias si albergaban a miembros del EIIL.  
El 26 de marzo, las fuerzas de la oposición lanzaron un contraataque.  Por la mañana, las unidades del Frente Sur recapturaron la cima estratégica de Tal Samin, que domina Tasil, del Movimiento Muthanna Islámico.   El ejército de Yarmuk lanzó ataques contra varias posiciones de la Brigada de Mártires de Yarmuk.   Las fuerzas rebeldes islamistas también bombardearon Tasil, mientras que los enfrentamientos continuaron alrededor de al-Tera y Shekh Sa'd.  Los combatientes rebeldes atacaron a Jalin , que estaba bajo el control del Movimiento Muthanna Islámico.  La Brigada de Mártires de Yarmuk anunció que daría un día a las fuerzas de oposición restantes en Saham al-Jawlan para retirarse antes de destruirlos.  A pesar de esto, las fuerzas rebeldes en la ciudad, respaldadas por el Frente al-Nusra, continuaron resistiendo, causando que las fuerzas del EIIL bombardeen sus posiciones con artillería.  En Tafas, un coche bomba del ISIL atacó la base de la Brigada Billah al-Moutazz, matando a cuatro de sus combatientes e hiriendo a decenas de otros.   En A-Sheikh Saad, los combatientes del Movimiento Muthanna Islámico dispararon y dispersaron una manifestación civil que pedía el fin de los combates.  
El 28 de marzo, los enfrentamientos continuaron alrededor de Hayt, con la Brigada de Mártires de Yarmouk y el Frente al-Nusra bombardeando las posiciones de cada uno.  Las unidades Ahrar ash-Sham en Hayt anunciaron que habían expulsado con éxito un importante ataque EIIL en la ciudad, matando a "docenas" de combatientes enemigos.  Uno de los presuntos muertos fue un comandante de campo del Movimiento Muthanna, Abu Umar.   El mismo día, el Movimiento Muthanna Islámico se fragmentó, ya que sus elementos orientales en la ciudad de Daraa desertaron y formaron la "Brigada al-Murabitin" independiente y a favor de la oposición.  En desacuerdo con la actividad militar contra otros rebeldes, el nuevo grupo anunció que habían "decidido abandonar el grupo militante [EIIL] después de su agresión contra nuestro pueblo en la región de Horan [provincia de Daraa], que se cobró la vida de varios civiles inocentes."  En consecuencia, retiraron del poder al comandante de la sección pro-EIIL, Abu Abd al-Karim.    Al menos 60 combatientes del Movimiento Muthanna Islámico se unieron a la nueva brigada.  
Para el 30 de marzo, la ofensiva del EIIL se había estancado en gran medida por los grupos de oposición sirios, y este último volvió a capturar el puesto de control de Al-Anfah y las ciudades de Tel Kawkab y Tel Kharba.  Sin embargo, los enfrentamientos entre la Brigada de Mártires de Yarmouk y el Frente al-Nusra continuaron alrededor de Tasil, lo que provocó varias bajas en ambos bandos.  El Movimiento Muthanna Islámico también capturó a Sheikh Saad después de interrumpir las defensas de la ciudad al bombardear el cuartel local de los rebeldes.  Abu Obeid Sheikh Saad, el comandante del asalto de Muthanna, fue asesinado durante la batalla.   Mientras tanto, la situación de la población civil de la Cuenca de Yarmuk se volvió cada vez más grave, ya que miles huyeron al campo para evitar los combates.  Según los activistas locales, la región estaba "al borde de un desastre humanitario".
El 31 de marzo, las fuerzas de la oposición siria lanzaron otro contraataque en un intento por recuperar Tasil y Sheikh Saad, sufriendo varias bajas.  Al mismo tiempo, otro ataque del EIIL en Hayt fue rechazado por combatientes rebeldes locales.
El 1 de abril, las fuerzas rebeldes lograron controlar algunas partes de Tasil en el transcurso de una feroz batalla con la Brigada de Mártires de Yarmouk y el Movimiento Muthanna Islámico.  Al mismo tiempo, los grupos de oposición también lanzaron un ataque contra Sheikh Saad, mientras que los combatientes rebeldes en Hayt intentaron romper el asedio del EIIL.  Los grupos de EIIL respondieron atacando áreas controladas por la oposición en Lajat y Hosh Hammad para forzar a los grupos de la oposición a desviar sus fuerzas.  Parte de los últimos ataques fue un intento fallido de asesinato de Fares Adib al-Baydar, exlíder de las Brigadas Omari afiliadas a la FSA.  
Al día siguiente, las fuerzas rebeldes anunciaron que habían tomado el control de Jalin, la sede del Movimiento Muthanna Islámico, después de una feroz batalla, que este último negó al día siguiente.   Los combatientes de la oposición también avanzaron sobre Tasil y Sheikh Saad.
El 3 de abril, las fuerzas combinadas del Frente al-Nusra, Ahrar ash-Sham, y varios grupos de la FSA rompieron las defensas del EIIL en muchas partes del frente, capturando a Sheikh Saad, al-Tairah, Nah y Al-A'jami y asegurando completamente a Jalin.  También rompieron el asedio a las tropas rebeldes en Hayt y mataron a docenas de combatientes del EIIL.  Entre los muertos estaba Muhammad Refaie, el comandante general del Movimiento Muthanna Islámico.   Las fuerzas del EIIL respondieron a la contraofensiva atacando a los rebeldes en Jalin con dos coches bomba, matando a dos civiles e hiriendo a docenas más.  
El 4 de abril, las unidades de Jaysh al-Islam , Ahrar ash-Sham y el Frente Sur recobraron a Adwan de las fuerzas de EIIL.   En el curso de la batalla, un prominente comandante de la Brigada de los Mártires de Yarmuk fue asesinado: Abu Tahrir, un jordano que había desertado del Frente Revolucionario de Siria en 2015.   Después de las importantes ganancias rebeldes del 3 y 4 de abril, el Movimiento Muthanna Islámico había perdido la mayor parte de su territorio.  Las fuerzas restantes del movimiento en consecuencia se retiraron a las áreas mantenidas por la Brigada de Mártires de Yarmouk.  Para detener la contraofensiva rebelde, el EIIL comenzó a recurrir al uso masivo de terroristas suicidas.  
Dos días después, los combatientes del EIIL recapturaron a Adwan del Ejército Sirio Libre y Ahrar ash-Sham.  Luego, colgaron a combatientes de la oposición muertos en postes de electricidad alrededor de la ciudad.  Aun así, el 7 de abril, las fuerzas rebeldes volvieron a capturar a Sahem al-Jolan y Adwan , y al día siguiente, también pudieron expulsar a EIIL de Tasil.

## Secuelas
Después de perder la mayor parte de su territorio y sufrir la deserción de su rama oriental, hubo informes de que el Movimiento Muthanna Islámico se fusionaría con la Brigada de Mártires de Yarmouk bajo el liderazgo de este último.   A finales de abril, los rebeldes continuaron avanzando contra las fuerzas de EIIL en el área y capturaron el lago Saham al-Jawlan.  A fines de mayo, la Brigada de Mártires de Yarmuk y el Movimiento Muthanna Islámico se fusionaron con el Ejército Khalid ibn al-Walid , luego de que el segundo al mando del Movimiento Muthanna, Abu Omar Sawa'iq, quien se había opuesto a la fusión, muriera bajo circunstancias sospechosas.  
El 3 de julio, los enfrentamientos estallaron en Inkhil entre los grupos del Frente Sur y las células durmientes del EIIL, lo que llevó a al-Masdar News a especular que los restos de Ansar al-Aqsa permanecieron activos en la ciudad a pesar de haber sido expulsados oficialmente durante la ofensiva.  
El 20 de febrero de 2017, el EIIL lanzó una ofensiva a gran escala que les llevó a recapturar Tasil y casi duplicar su territorio en la cuenca de Yarmuk.  Esto se produjo más de una semana después de que los rebeldes lanzaran una ofensiva en la ciudad de Daraa y redistribuyeran combatientes del frente con EIIL al frente con las fuerzas del gobierno.